# 伊斯達爾女子
伊斯達爾女子（挪威語：Isdalskvinnen）指的是一位於1970年11月29日被發現陳屍在挪威卑爾根伊斯達倫谷的女性，死者真實身份至今不明，其死因也存在著諸多謎團。本案長期被視為挪威歷史上最令人費解的懸案之一，也因此關於案件的各種猜測亦甚囂塵上。

## 發現
1970年11月29日午後，一名男子與他的兩位女兒在一處名為伊斯達倫山谷的地區（烏爾瑞肯山北峰的山腳）健行時，發現了一具被藏匿於岩石間、部分燒焦且全身赤裸的女性屍體。屍體周圍同時發現了數十顆粉紅色的苯巴比妥安眠藥（藥名為「Fenemal」）、一帶包好的午餐、一枚容量為一垮脫的St. Hallvards力嬌酒空瓶、兩只散發著汽油味的塑膠瓶，以及一支花押字遭磨去的銀製湯匙。稍後調查人員亦發現了一本燒毀的護照。

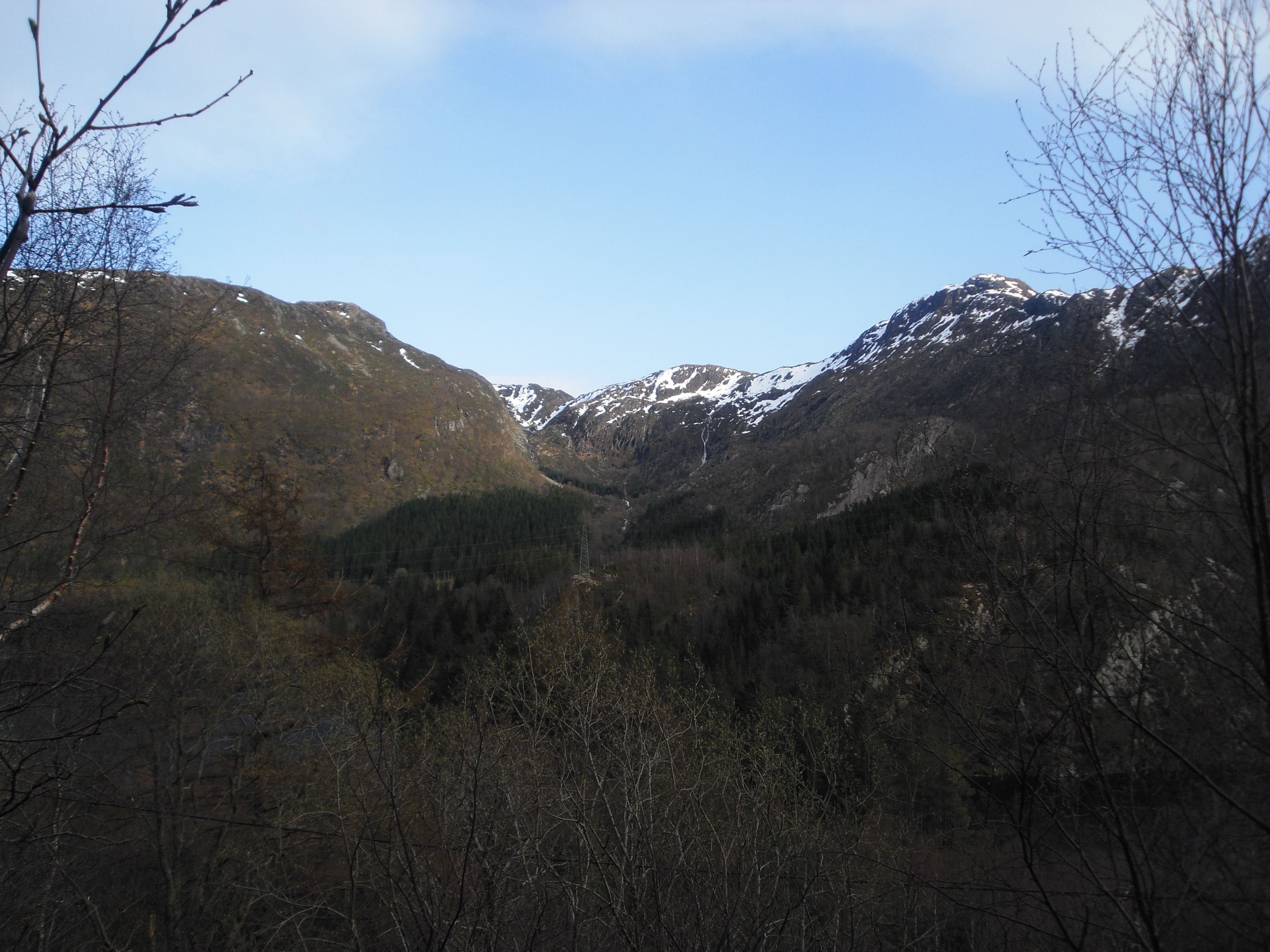
女子被人發現的伊斯達倫谷。

## 調查
驗屍報告表明這位女子的死因為服用過量的安眠藥與一氧化碳中毒。女子的血液檢驗結果顯示她至少吞服了50顆安眠藥。她的頸部有瘀傷，可能是遭毆擊所致；其指紋亦均遭磨去。她的牙齒狀況顯示她曾前往拉丁美洲接受牙醫治療。
挪威警方立即展開大規模調查。他們依據目擊者的敘述與死者身體的分析報告重建了死者生前可能的樣貌，並將這些資訊公諸媒體，同時透過國際刑警組織將資訊散布至其他國家。
稍後，警方在卑爾根一處挪威國家鐵路車站內找到了兩只屬於這位女子的行李箱。其中一只箱中裝著500德國馬克；其他物品則包含衣物（所有標籤均遭剔除）、一瓶處方藥膏（醫生姓名與日期亦均遭抹去）、130挪威克朗、一支類似於在案發現場發現的銀製湯匙、一副殘留有部分指紋的墨鏡，以及一些經加密的日誌。警方後來成功破解日誌上的密碼，其內容為該女子曾造訪的地方與造訪日期。同時，警方還發現了一件洋裝。
一位義大利攝影師的明信片在女子的行李中被發現；他向警方供稱他曾駕車載女子前往位於萊恩村的亞歷山大飯店共進晚餐。這名攝影師同時表示女子宣稱她來自於南非約翰尼斯堡北方的一個小鎮，而她將在挪威滯留六個月。然而，這些證詞未能提供警方新的線索。
警方後來查出這位女子曾以八本不同的假護照來往歐洲與挪威。

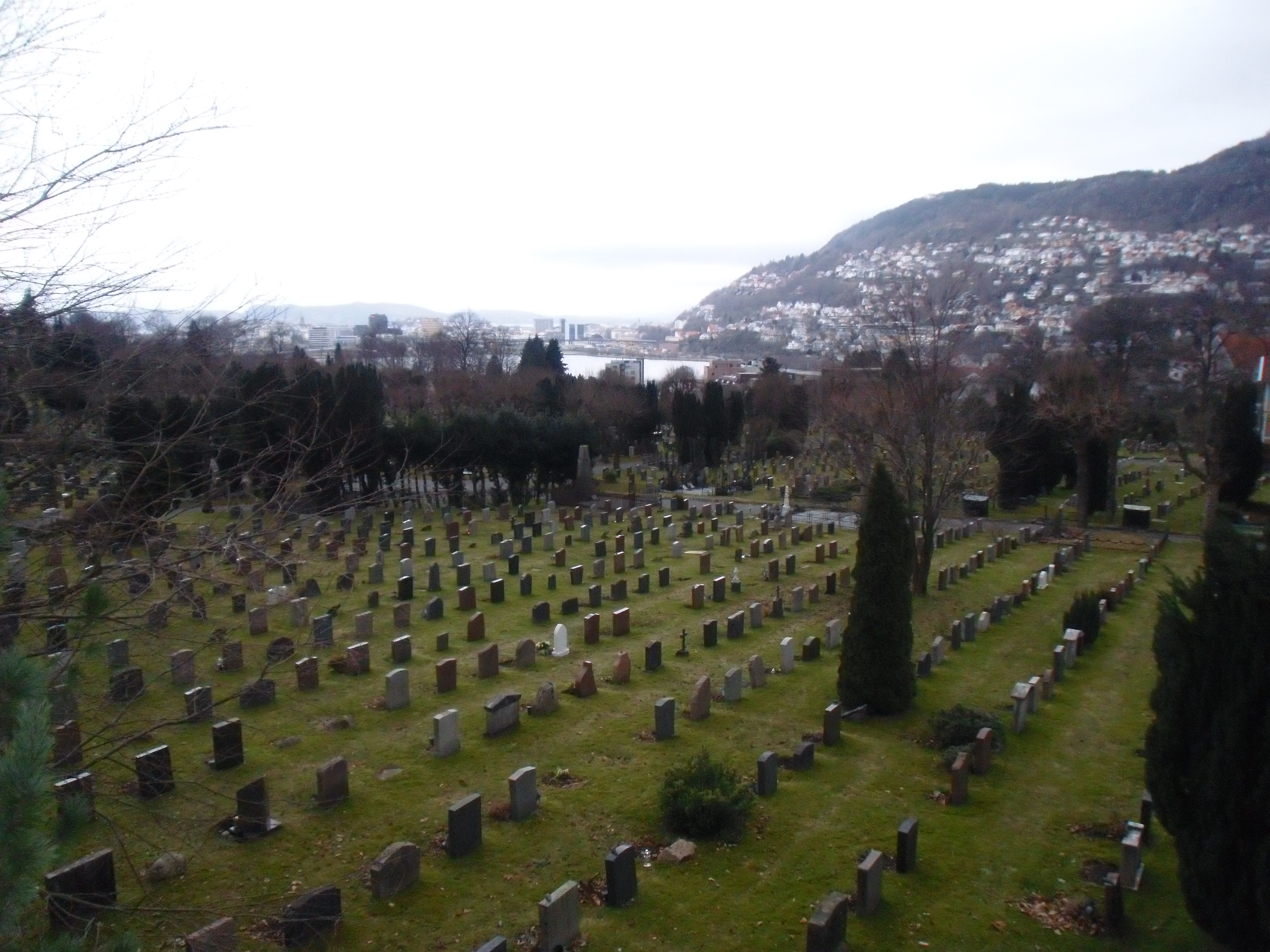
「伊斯達爾女子」下葬的莫倫達爾墓園。

調查當局最後以女子自殺結案。

## 目擊者描述與旅程表
目擊者表示該女子戴有假髮，能說法語、德語、英語與荷蘭語。她曾入住卑爾根市內多個飯店，而且在入住後持續地要求更換房間。她向飯店員工表示她是一位經常出差的銷售員與古物收藏家。
一位目擊者稱她在卑爾根飯店內無意間聽到了該女子與一名男子的電話內容；該女子向男子說道「Ich komme bald」（德語「我快來了」之意）。
「伊斯達爾女子」生前入住的最後一間飯店為霍達海曼酒店（Hotel Hordaheimen，407號房，11月19日入住～23日退房）。員工向警方供稱該女子容貌姣好，身高約164公分；其臀部寬大，眼睛細小，年約30至40歲左右。另一位同飯店的房客則向警方表示「伊斯達爾女子」抽的是「South State」牌香菸（挪威香菸品牌）。飯店員工同時表明女子多數時間均待在房內，而且警戒心似乎很強。當女子於23日退房時，她以現金結帳，同時叫了一輛計程車。至於她自23日離開飯店後至29日其遺體被人尋獲的這段期間究竟去了哪裡則仍是個謎。
警方認為女子生前可能曾經造訪過伊斯達倫山谷。一位當地男子表示他在看到警方發布的合成素描後認出了這名女子；他向警方供稱他於11月24日與朋友在該地區健走時遇到了這名女子以及兩名身著黑色外套且有著「外國人長相」的男性。女子的穿著十分優雅得體，但並不適合戶外活動；此外，她的臉上充滿恐懼。男子說道當他們交會時，女子似乎張嘴要說些什麼，但又因害怕兩名跟隨她的男性而噤聲。這位男子表示警方聽完他的陳述後回應道：「算了吧，她早就結案了。這個案子永遠也不會破的。」
2016年，一位挪威藝術家發表了一幅新的「伊斯達爾女子」樣貌素描。

## 延伸閱讀
- Osland, Tore. . Page Forlag. 2002. ISBN 978-82-996564-1-2 （挪威语）.

## 外部連結
- Isdal Woman at the Doe Network

Template:身分不明的遺體